# Cosimo Fusco
Pour les articles homonymes, voir Fusco.
Cosimo Massimo Fusco est un acteur italien, né le 23 septembre 1962 à Matera en Italie. Il est connu pour avoir interprété le personnage de Paolo dans la série Friends et de Père Simeon dans le film Anges et Démons.

## Filmographie partielle

### Films
- 1988 : Domino d'Ivana Massetti
- 1991 : Rossini! Rossini! de Mario Monicelli
- 1998 : The Eighteenth Angel de William Bindley
- 1999 : Terra bruciata de Mario Segatori
- 2000 : 60 secondes chrono de Dominic Sena
- 2004 : Card Player de Dario Argento
- 2005 : Harb Italia de Ahmed Saleh avec Ahmed El Sakka
- 2007 : Mineurs de Fulvio Wetzl
- 2009 : Anges et Démons (Angels and Demons) de Ron Howard
- 2012 : Berberian Sound Studio de Peter Strickland
- 2021 : Veneciafrenia d'Alex de la Iglesia

### Télévision
- 1990 : La Mafia 5
- 1994-1995 : Friends
- 2001 : Alias
- 2007 : Rome
- 2008 : Coco Chanel
- 2024 : D'une main de fer